# Saga (rollspel)
Saga är ett svenskt rollspel skrivet av Tomas Arfert och Johan Danforth som ges ut av SagaGames. Spelet släpptes till handeln i augusti 2006.
Saga utspelas på ön Albion som har stora likheter med 1100-talets Europa blandat med fantasyinslag som magi, övernaturliga varelser, drakar och jättar. Albion ligger norr om den stora kontinenten Arcaria som har stora likheter med medeltidens Europa.
Spelet har ett enkelt och lättförstått regelsystem och är, enligt författarna själva, skrivet för nybörjare till rollspelshobbyn men passar även för erfarna spelare. Handlingar utförs genom att slå en tjugosidig tärning vars resultat måste bli lika eller lägre än det sammanlagda värdet av en grundegenskap och en färdighets nivå för anses lyckade. Systemet har flera likheter med det klassiska regelsystemet Basic Role-Playing. Andra influenser är rollspelen GURPS och Dragon Warriors.
Grundboken är en inbunden bok i nästan A5-format med gräddgula sidor med mörkbrunt tryck. Under augusti 2007 släpptes det första tillbehöret till spelet - en spelledarskärm. 2015 kom en utökad och större andra upplaga av grundboken. 

## Utgivna produkter
Saga
- Saga, första utgåvan, grundregler - 2006
- Spelledarskärm, tillbehör - 2007
- Saga, andra utgåvan, grundregler - 2015
- Spelledarskärm andra utgåvan, tillbehör - 2015